# III liga polska w piłce nożnej (2014/2015)/Grupa VI (łódzko-mazowiecka)
III liga, grupa łódzko-mazowiecka, sezon 2014/2015 – 7. edycja rozgrywek czwartego poziomu ligowego piłki nożnej mężczyzn w Polsce po reorganizacji lig w 2008 roku. Brało w niej udział 18 drużyn z województwa łódzkiego i województwa mazowieckiego. Najlepsza drużyna zagrała o baraże do II ligi. Ostatnie 3 drużyny spadły odpowiednio do grup: łódzkiej, mazowieckiej (południe) i mazowieckiej (północ) IV ligi. Opiekunem ligi był Łódzki Związek Piłki Nożnej.
Sezon ligowy rozpoczął się w 9 sierpnia 2014 roku, a ostatnie mecze rozegrane zostały 6 czerwca 2015 roku.

## Zasady rozgrywek
Zmagania w lidze toczyły się systemem kołowym w dwóch rundach – jesiennej i wiosennej. Drużyny, które po zakończeniu rozgrywek zajęły w tabeli ostatnie 3 miejsca, spadły do właściwej terytorialnie IV ligi. Liczba drużyn spadających z III ligi mogła ulec zwiększeniu o liczbę drużyn, które spadły z II ligi zgodnie z przynależnością terytorialną do Łódzkiego lub Mazowieckiego ZPN.
Drużyna, które zrezygnowałaby z uczestnictwa w rozgrywkach, degradowana została o 2 klasy rozgrywkowe i przenoszona na ostatnie miejsce w tabeli (jeśli rozegrała przynajmniej 50% spotkań sezonu; wtedy mecze nierozegrane weryfikowane są jako walkowery 0:3 na niekorzyść drużyny wycofanej) lub jej wyniki został anulowane. Z rozgrywek eliminowana – i również degradowana o 2 klasy rozgrywkowe – była drużyna, która nie rozegrała z własnej winy 3 spotkań sezonu.
Kolejność w tabeli ustalało się według liczby zdobytych punktów. W przypadku uzyskania równej liczby punktów przez dwie drużyny, o zajętym miejscu decydowały:
a) liczba zdobytych punktów w spotkaniach bezpośrednich,
b) korzystniejsza różnica między zdobytymi i utraconymi bramkami w spotkaniach bezpośrednich,
c) przy uwzględnieniu reguły UEFA, że bramki strzelone na wyjeździe liczone są podwójnie, korzystniejsza różnica między zdobytymi i utraconymi bramkami w spotkaniach bezpośrednich,
d) korzystniejsza różnica bramek we wszystkich spotkaniach z całego cyklu rozgrywek,
e) większa liczba bramek zdobytych we wszystkich spotkaniach z całego cyklu.
W przypadku, gdy dwoma zespołami o jednakowej liczbie punktów byłyby zespoły, których kolejność decyduje o awansie lub spadku, miały zastosowanie wyłącznie zasady określone w punktach a, b i c, a jeżeli one nie rozstrzygnęłyby kolejności, miało się odbyć dodatkowe spotkanie barażowe na neutralnym boisku, wyznaczonym przez Wydział Gier PZPN.
| Uczestnicy sezonu 2013/2014 | Uczestnicy sezonu 2013/2014 | Uczestnicy sezonu 2013/2014 | Uczestnicy sezonu 2013/2014 |
| --------------------------- | --------------------------- | --------------------------- | --------------------------- |
| URS                         | Ursus Warszawa              | 1                           |                             |
| BRŃ                         | Broń Radom                  | 2                           |                             |
| LE2                         | Legia II Warszawa           | 3                           |                             |
| SDZ                         | Warta Sieradz               | 4                           |                             |
| OMG                         | Omega Kleszczów             | 6                           |                             |
| PIL                         | Pilica Białobrzegi          | 7                           |                             |
| LTM                         | Lechia Tomaszów Mazowiecki  | 8                           |                             |
| SOT                         | Start Otwock                | 9                           |                             |
| WLŃ                         | WKS Wieluń                  | 10                          |                             |
| TGK                         | GKP Targówek                | 11                          |                             |
| PGM                         | Pogoń Grodzisk Mazowiecki   | 121                         |                             |
| SOK                         | Sokół Aleksandrów Łódzki    | 13²                         |                             |

| Spadek z II ligi wschodniej 2013/2014 | Spadek z II ligi wschodniej 2013/2014 | Spadek z II ligi wschodniej 2013/2014 | Spadek z II ligi wschodniej 2013/2014 |
| ------------------------------------- | ------------------------------------- | ------------------------------------- | ------------------------------------- |
| RAD                                   | Radomiak Radom                        | 12                                    |                                       |
| PEL                                   | Pelikan Łowicz                        | 13                                    |                                       |
| ŚWI                                   | Świt Nowy Dwór Mazowiecki             | 18                                    |                                       |
| Awans z IV ligi 2013/2014             |                                       |                                       |                                       |
| grupa łódzka                          |                                       |                                       |                                       |
| ŁKS                                   | ŁKS Łódź                              | 1                                     |                                       |
| grupa mazowiecka (północ)             |                                       |                                       |                                       |
| PWA                                   | Polonia Warszawa                      | 1                                     |                                       |
| grupa mazowiecka (południe)           |                                       |                                       |                                       |
| PS2                                   | Pogoń II Siedlce                      | 1                                     |                                       |

Objaśnienia:
1MKS Kutno wycofał się po zakończeniu rozgrywek, w związku z czym dodatkowo utrzymała się Pogoń Grodzisk Mazowiecki.
2Z IV ligi łódzkiej awansował tylko jeden zespół, w związku z czym dodatkowo utrzymał się Sokół Aleksandrów Łódzki.

### Tabela
| Lp. | Drużyna                    | M  | Z  | R  | P  | Bramki | Bramki | Różn. | Pkt | Uwagi             | Bezpośrednio |
| --- | -------------------------- | -- | -- | -- | -- | ------ | ------ | ----- | --- | ----------------- | ------------ |
| 1   | Radomiak Radom (M)         | 34 | 22 | 9  | 3  | 61     | 19     | +42   | 75  | Baraże o II ligę  |              |
| 2   | Ursus Warszawa             | 34 | 16 | 10 | 8  | 51     | 27     | +24   | 58  |                   |              |
| 3   | Broń Radom                 | 34 | 16 | 9  | 9  | 65     | 47     | +18   | 57  |                   |              |
| 4   | Pelikan Łowicz             | 34 | 16 | 9  | 9  | 52     | 32     | +20   | 57  |                   |              |
| 5   | ŁKS Łódź                   | 34 | 13 | 14 | 7  | 50     | 39     | +11   | 53  |                   |              |
| 6   | Warta Sieradz              | 34 | 15 | 6  | 13 | 50     | 52     | −2    | 51  |                   |              |
| 7   | Świt Nowy Dwór Mazowiecki  | 34 | 13 | 10 | 11 | 45     | 44     | +1    | 49  |                   |              |
| 8   | Lechia Tomaszów Mazowiecki | 34 | 13 | 10 | 11 | 48     | 37     | +11   | 49  |                   |              |
| 9   | Sokół Aleksandrów Łódzki   | 34 | 11 | 14 | 9  | 44     | 44     | 0     | 47  |                   |              |
| 10  | Legia II Warszawa          | 34 | 13 | 7  | 14 | 48     | 46     | +2    | 46  |                   |              |
| 11  | Pogoń Grodzisk Mazowiecki  | 34 | 12 | 10 | 12 | 51     | 48     | +3    | 46  |                   |              |
| 12  | Pilica Białobrzegi         | 34 | 11 | 12 | 11 | 53     | 54     | −1    | 45  |                   |              |
| 13  | Pogoń II Siedlce2 (S)      | 34 | 13 | 6  | 15 | 51     | 61     | −10   | 45  | Spadek do IV ligi |              |
| 14  | Polonia Warszawa           | 34 | 11 | 9  | 14 | 57     | 49     | +8    | 42  |                   |              |
| 15  | Omega Kleszczów2 (S)       | 34 | 9  | 8  | 17 | 42     | 54     | −12   | 35  | Spadek do IV ligi |              |
| 16  | WKS Wieluń2 (S)            | 34 | 8  | 10 | 16 | 42     | 68     | −26   | 34  | Spadek do IV ligi |              |
| 17  | Start Otwock2 (S)          | 34 | 9  | 5  | 20 | 56     | 70     | −14   | 32  | Spadek do IV ligi |              |
| 18  | GKP Targówek1 (S)          | 34 | 2  | 8  | 24 | 21     | 90     | −69   | 14  | Spadek do         |              |

2Pogoń II Siedlce i Omega Kleszczów wycofały się po zakończeniu rozgrywek, a WKS Wieluń zrezygnował z dalszej gry w III lidze, w związku z czym dodatkowo utrzymał się Start Otwock, a o drugie wolne miejsce zostały rozegrane baraże uzupełniające.

### Wyniki
| Gospodarz \ Gość           | BRŃ | TGK   | LTM   | LE2   | ŁKS   | PWA | OMG   | PEL | PIL   | PGM | PS2 | RAD   | SOK   | SOT   | ŚWI | URS | SDZ   | WLŃ   |
| Broń Radom                 |     | 3:0wo | 2:2   | 1:3   | 2:2   | 2:1 | 3:0   | 2:1 | 1:1   | 3:0 | 2:1 | 1:1   | 0:0   | 2:1   | 8:1 | 0:3 | 2:0   | 1:2   |
| GKP Targówek               | 1:3 |       | 2:0   | 0:3wo | 0:3wo | 2:2 | 0:3wo | 2:5 | 0:3wo | 0:1 | 2:0 | 0:3wo | 0:3wo | 0:3wo | 1:4 | 0:7 | 0:3wo | 0:3wo |
| Lechia Tomaszów Mazowiecki | 3:2 | 3:0wo |       | 5:1   | 0:1   | 0:2 | 4:0   | 2:0 | 1:0   | 0:2 | 2:1 | 0:2   | 1:1   | 1:0   | 0:0 | 0:0 | 3:1   | 1:2   |
| Legia II Warszawa          | 0:3 | 2:2   | 0:3   |       | 3:2   | 2:3 | 0:1   | 0:1 | 4:2   | 1:0 | 0:2 | 0:3   | 1:1   | 2:3   | 0:0 | 0:2 | 3:0   | 0:0   |
| ŁKS Łódź                   | 1:2 | 1:1   | 4:4   | 2:2   |       | 1:1 | 2:1   | 2:2 | 2:1   | 1:1 | 4:1 | 0:0   | 1:2   | 1:0   | 2:0 | 2:2 | 3:0   | 1:0   |
| Polonia Warszawa           | 1:2 | 3:0wo | 1:1   | 1:2   | 1:2   |     | 2:3   | 1:0 | 3:4   | 0:2 | 3:1 | 0:1   | 5:1   | 4:1   | 1:3 | 3:1 | 0:1   | 3:1   |
| Omega Kleszczów            | 1:1 | 1:1   | 2:1   | 2:0   | 1:1   | 1:3 |       | 1:2 | 2:0   | 1:3 | 2:2 | 1:2   | 2:0   | 1:3   | 1:1 | 0:1 | 1:2   | 1:2   |
| Pelikan Łowicz             | 1:1 | 3:0wo | 1:0   | 4:1   | 0:0   | 2:2 | 2:1   |     | 0:0   | 0:0 | 1:2 | 1:2   | 1:0   | 1:0   | 2:1 | 2:0 | 2:0   | 4:1   |
| Pilica Białobrzegi         | 1:1 | 3:3   | 0:0   | 1:2   | 2:1   | 1:0 | 1:3   | 2:2 |       | 2:2 | 4:1 | 2:1   | 2:2   | 2:1   | 0:5 | 0:1 | 2:2   | 3:1   |
| Pogoń Grodzisk Mazowiecki  | 5:2 | 3:0wo | 1:1   | 1:4   | 0:0   | 2:1 | 3:3   | 0:0 | 2:0   |     | 1:2 | 1:1   | 0:1   | 6:4   | 1:2 | 0:0 | 1:2   | 3:1   |
| Pogoń II Siedlce           | 1:1 | 3:0wo | 0:3   | 0:3   | 0:1   | 0:0 | 5:2   | 1:5 | 3:3   | 4:1 |     | 0:0   | 3:1   | 4:2   | 1:0 | 0:0 | 1:0   | 5:0   |
| Radomiak Radom             | 4:0 | 3:0   | 0:1   | 1:1   | 3:0   | 2:2 | 1:0   | 1:1 | 2:1   | 1:0 | 4:0 |       | 1:0   | 1:0   | 3:1 | 2:0 | 1:1   | 1:1   |
| Sokół Aleksandrów Łódzki   | 3:1 | 0:0   | 1:1   | 2:2   | 0:1   | 0:5 | 0:0   | 1:0 | 1:1   | 1:3 | 3:0 | 1:0   |       | 2:0   | 1:1 | 0:0 | 3:1   | 3:1   |
| Start Otwock               | 2:1 | 1:1   | 1:4   | 2:3   | 0:0   | 3:0 | 0:2   | 1:4 | 3:4   | 4:1 | 4:0 | 1:3   | 2:5   |       | 0:1 | 2:1 | 1:2   | 4:2   |
| Świt Nowy Dwór Mazowiecki  | 3:2 | 3:0wo | 2:0   | 0:1   | 0:2   | 1:1 | 1:1   | 2:0 | 0:3   | 1:1 | 2:1 | 1:5   | 0:0   | 1:1   |     | 1:0 | 1:0   | 4:0   |
| Ursus Warszawa             | 0:2 | 3:0wo | 1:1   | 2:0   | 2:0   | 1:1 | 3:1   | 1:0 | 1:1   | 1:0 | 1:3 | 0:1   | 4:1   | 4:2   | 2:0 |     | 1:0   | 1:1   |
| Warta Sieradz              | 0:2 | 4:1   | 3:0wo | 2:1   | 2:2   | 2:0 | 1:0   | 1:2 | 1:0   | 3:2 | 2:0 | 0:3   | 2:2   | 2:2   | 3:2 | 0:4 |       | 3:0   |
| WKS Wieluń                 | 1:4 | 2:2   | 1:0   | 1:4   | 3:2   | 1:1 | 1:0   | 1:0 | 0:1   | 1:2 | 2:3 | 1:2   | 2:2   | 2:2   | 0:0 | 1:1 | 4:4   |       |

Źródło: 90minut
Objaśnienia:
1Drużyna gospodarzy jest wymieniona po lewej stronie tabeli.
Kolory: zielony – zwycięstwo gospodarzy, żółty – remis, różowy – zwycięstwo gości.
Kwalifikacja do baraży o II ligę: Radomiak Radom
Spadek do IV ligi: WKS Wieluń, Start Otwock, GKP Targówek.

## Baraże o II ligę
| 13 czerwca 2015 13:00 | Radomiak Radom        | 0:0(0:0)Raport | Wisła Sandomierz                                                                    | Radom, (Stadion im. Braci Czachorów) Widzów: 3000 Sędzia: Mariusz Złotek (Stalowa Wola) |
|                       | kartki: · Leândro 78' |                | kartki: · Kamil Oślizło · Jarosław Piątkowski · Rafał Mikulec · 88' Bartosz Szepeta |                                                                                         |

| 17 czerwca 2015 17:00 | Wisła Sandomierz · Bartłomiej Gołasa 83' (k) | 1:2(0:1)Raport | Radomiak Radom · 13' Szymon Stanisławski · Leândro | Sandomierz, (Miejski Stadion Sportowy) Widzów: 800 Sędzia: Sebastian Krasny (Kraków) |
|                       | kartki: · Michał Motyl                       |                |                                                    |                                                                                      |

Awans do II ligi: Radomiak Radom